# Petko Petkow (Politiker)
Petko Dimitrow Petkow (bulgarisch Петко Димитров Петков; * 4. Mai 1891 in Sofia; † 14. Juni 1924 ebenda) war ein bulgarischer Politiker. Er war einer der Führer des linken Flügels der Bulgarischen Volks-Agrarunion (Balgarski semedelski naroden sajus, BZNS; Български земеделски народен съюз, БЗНС).

## Leben

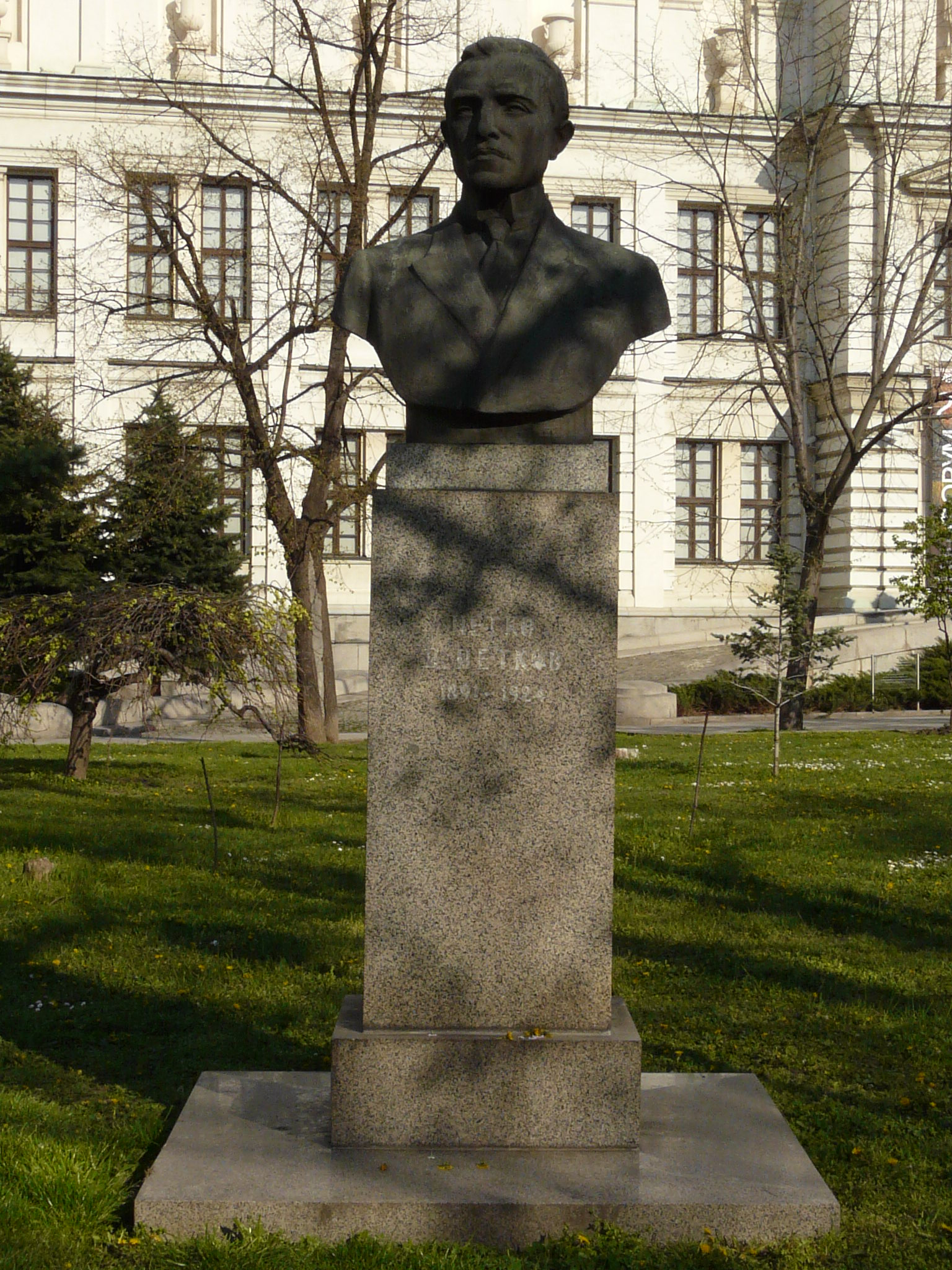
Denkmal für Petko Petkow in Sofia

Petkow wurde 1891 als Sohn des Sofioter Bürgermeisters und späteren Ministerpräsidenten Dimitar Petkow (1858–1907) geboren. 1911 schloss Petkow sein Jura-Studium an der Pariser Universität ab. 1920 trat er in den diplomatischen Dienst ein. 1921 wurde er Mitglied der Agrarunion. Von Juli 1920 bis 1922 war Petkow für die Bulgarische Gesandtschaft in Paris tätig. Er nahm als Assistent von Aleksandar Stambolijski 1922 an der Konferenz von Genua teil. 1922/23 war Petkow Direktor der politischen Abteilung des Außenministeriums. Am 9. Juni 1923 wurde die Agrarregierung Stambolijskis durch die Nationalisten unter Aleksandar Zankow gestürzt (Juniputsch) und Petkow verhaftet. Nach seiner Freilassung im Juli 1923 war er führend an der Reorganisation der Agrarunion beteiligt. Nach der Niederlage des Septemberaufstandes leitete Petkow den linken Flügel der Agrarunion und trat für die Einheitsfront mit der Bulgarischen Kommunistischen Partei im Kampf gegen das Zankow-Regime ein. Ab August 1923 verlegte er die Zeitung der Einheitsfront Защита (Zaschtita; dt. „Verteidigung“), die im September desselben Jahres in Народна защита (Narodna Zaschtita; dt.„Volksverteidigung“) umbenannt wurde. Im November 1923 wurde er auf der Einheitsliste von Agrarunion und Kommunisten ins Parlament gewählt. Am 14. Juni 1924 wurde Petkow von einem Agent auf Anregung des Zankow-Regimes erschossen.

## Familie
Petko Petkow stammt mütterlicherseits aus Makedonien (siehe Makedonische Bulgaren). Seine Mutter Ekaterina Rizowa (genannt Katina) (* ca. 1872 in Bitola; † 1935 in Sofia) war die Schwester von Dimitar Rizoff und heiratete 1886 den Weggefährte von ihr Bruder und spätere bulgarischer Ministerpräsident Dimitar Petkow. Vor Petkow hatte Ekaterina vier Kinder, zwei Töchter Radka, die früh verstarb und Sofia sowie zwei Söhne, die beide Politiker wurden: Nikola Petkow und Petko Petkow. Die Ehe von Ekaterina scheiterte und sie ließen sich am 10. Dezember 1895 scheiden.

## Ehrungen
- In zahlreichen bulgarischen Städten sind Straßen nach Petko D. Petkow benannt. In Sofia ist ihm ein Denkmal gewidmet.
- Die Bulgarische Post ehrte Petkow 1967 mit der Herausgabe einer Sondermarke.